# Argyrolepidia pyraliformis
Argyrolepidia pyraliformis là một loài bướm đêm trong họ Noctuidae.